# Am Kehrwieder
Koordinaten: 52° 8′ 46,3″ N, 9° 57′ 10,8″ O
Die Straße Am Kehrwieder liegt im Süden der Innenstadt von Hildesheim im Stadtteil Neustadt. Wegen ihrer gut erhaltenen Fachwerkhäuser und wegen des Kehrwiederturms, einer der Hauptsehenswürdigkeiten der Stadt, ist sie eine der von Touristen am meisten besuchten Straßen in Hildesheim.

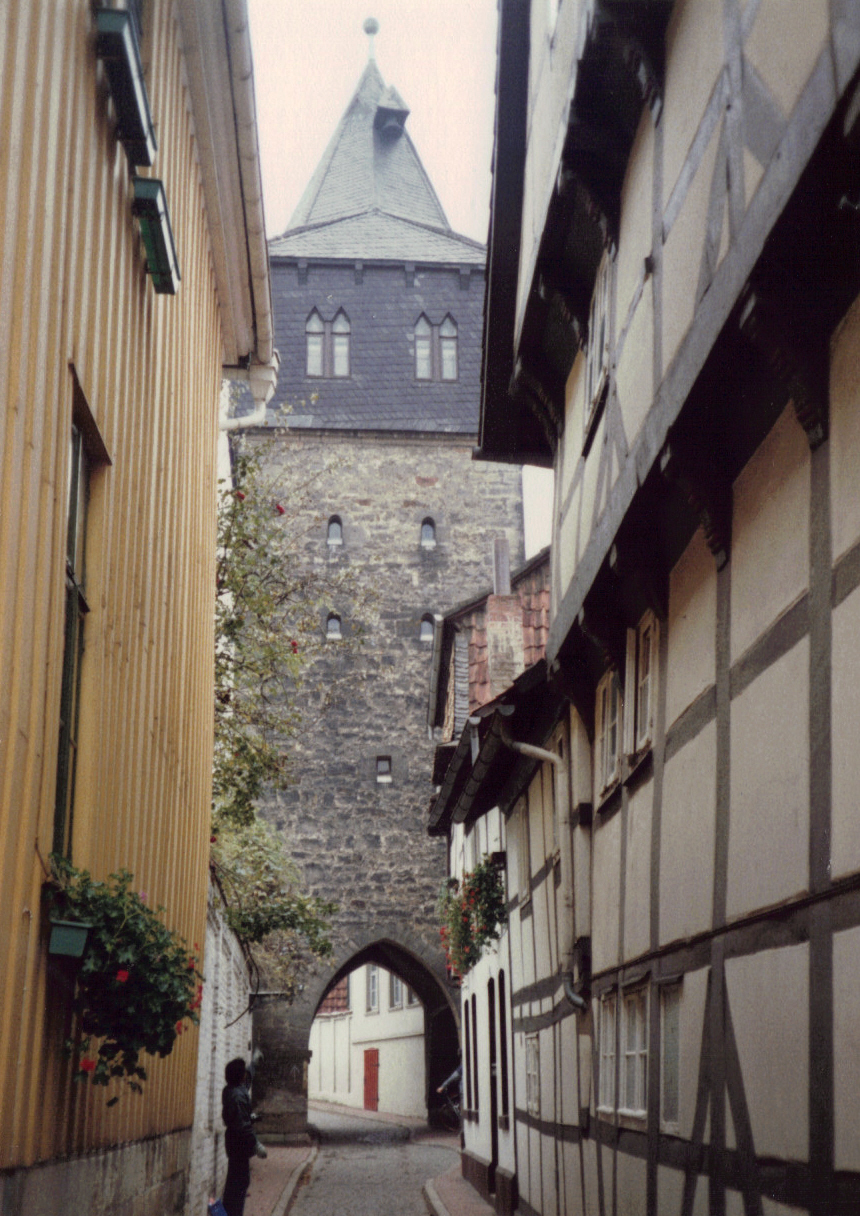
Blick durch die Straße Am Kehrwieder zum Kehrwiederturm.

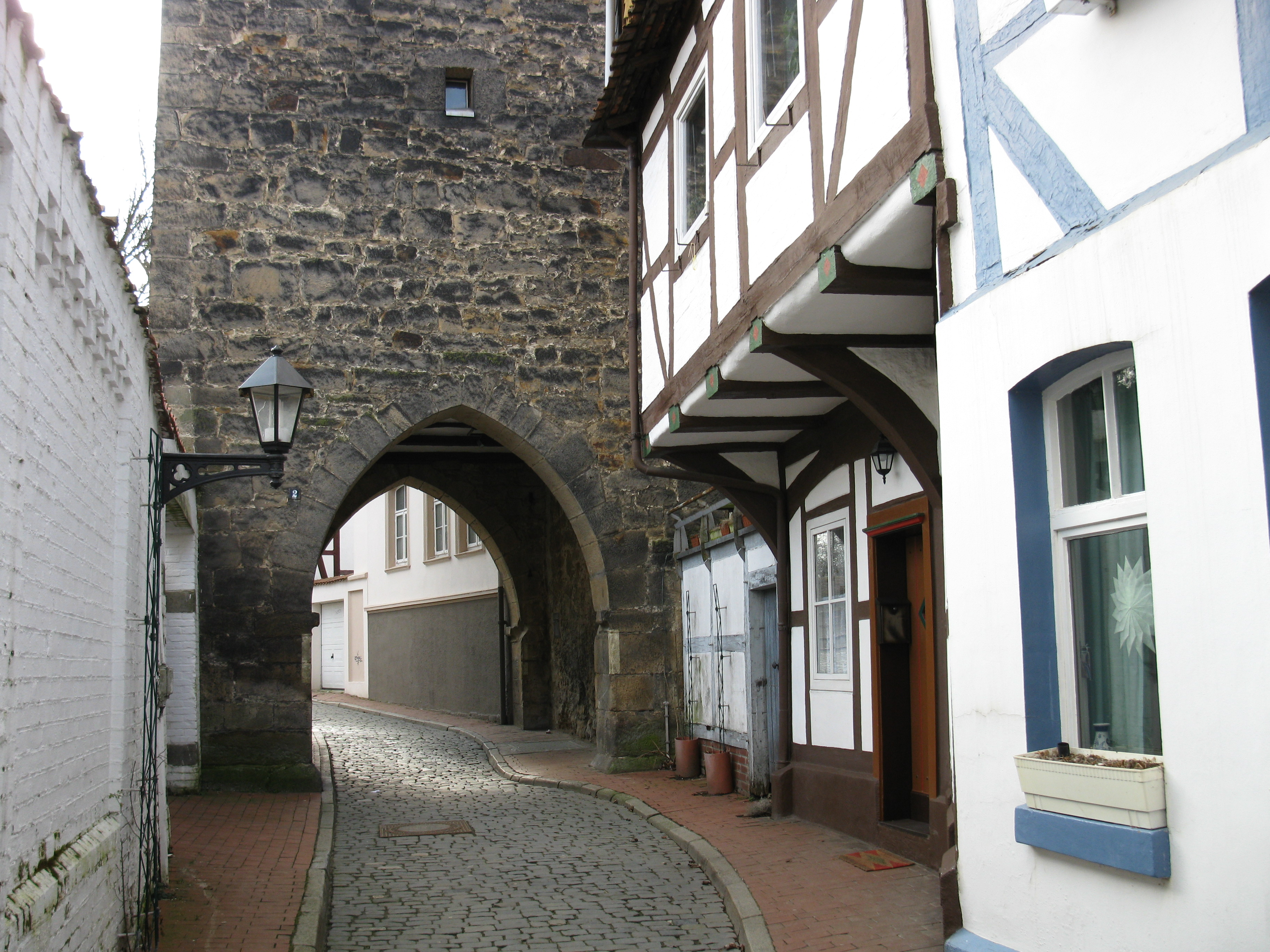
Blick zum ehem. Neuen Hohnser Tor.

## Lage und Länge
Mit einer Länge von nur 63 m ist die Straße „Am Kehrwieder“ eine der kürzesten Straßen Hildesheims und gleichzeitig eine der engsten. Die Hausnummern reichen nur von Nr. 1 bis Nr. 4. Sie führt von der Keßlerstraße nach Süden, durch das Tor unter dem Kehrwiederturm hindurch zum Kehrwiederwall.

## Herkunft des Namens und Geschichte
Ein Blick auf den Stadtplan von Hildesheim macht deutlich, dass die Wall- und Befestigungsanlagen im Süden des Stadtteils Neustadt unweit der Straße „Lappenberg“ eine deutliche Kehre bilden und scharf nach Südsüdwesten abknicken. Für den 30 m hohen Befestigungsturm, der um 1300 im Bereich dieser Kehre erbaut worden war, bürgerte sich etwa ab 1600 der Name „Kehrwiederturm“ ein, sein ursprünglicher Name ist nicht überliefert. Möglicherweise hieß er „Kehrwehrturm“. Das Tor unter ihm wurde „Neues Hohnser Tor“ genannt und bezog sich auf das südlich gelegene Dorf Hohnsen, das im Mittelalter zu einer Wüstung wurde. Um den Turm rankt sich die Sage, dass sich ein edles Fräulein aus Hildesheim im Wald, der im Mittelalter noch bis unmittelbar an die Stadt heranreichte, verirrte und durch das Läuten einer Glocke im Turm den Weg in die Stadt zurückfand.

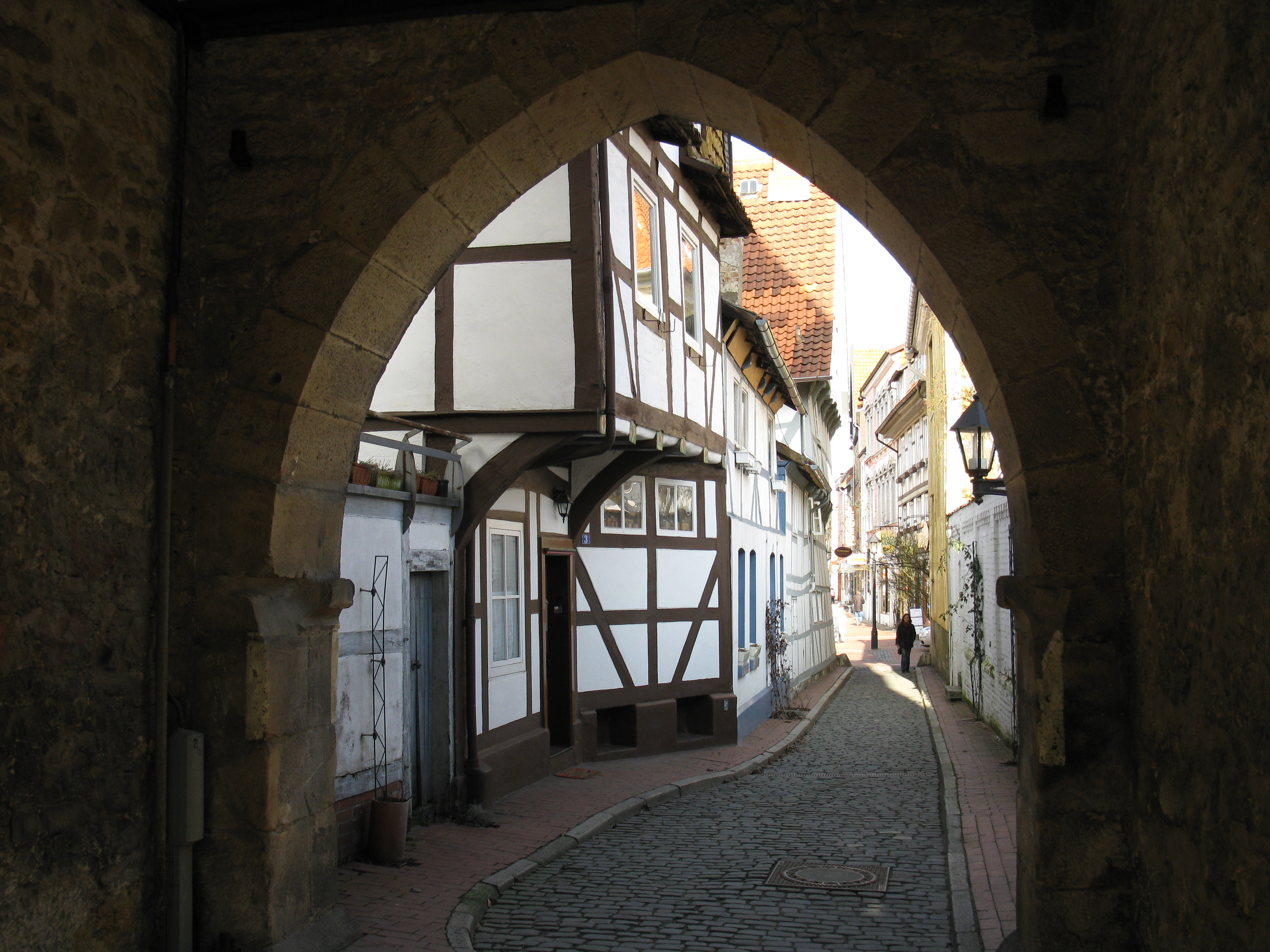
Blick vom ehem. Neuen Hohnser Tor in die Straße Am Kehrwieder.

Die enge Straße, die von der Keßlerstraße durch das heute noch erhaltene spitzbogige Tor unter dem Kehrwiederturm hindurch aus der Stadt führte, ist bereits auf dem Stadtplan von 1767 eingezeichnet, aber noch nicht mit ihrem heutigen Namen versehen. Es handelte sich in ihrem Falle nicht um eine Handels- oder Ausfallstraße. Vermutlich diente sie als Viehtrift, denn nicht wenige Bewohner der Neustadt waren Ackerbürger, die ihre Tiere auf den Wällen und südlich der Stadt weideten, und die ihr Vieh nicht durch die belebte Handels- und Geschäftsstraße Goschenstraße und das verkehrsreiche Goschentor treiben sollten. Möglicherweise wurden die heute „Am Kehrwieder“ genannte Straße und das Neue Hohnser Tor unter dem Kehrwiederturm auch aus strategischen Gründen angelegt, damit man im Kriegsfall von der Stadt aus schneller die Wallanlagen erreichen und verteidigen konnte.
Offiziell erhielt die Straße „Am Kehrwieder“ ihren heutigen Namen erst 1903.

## Besonderheiten
Die enge Gasse Am Kehrwieder bildet für die Besucher Hildesheims eines der beliebtesten Fotomotive, nicht zuletzt wegen der altertümlichen Straßenlaterne an der Ostseite der Straße und wegen des Neuen Hohnser Tores mit dem spitzen, gotisch anmutenden Bogen. Die Tatsache, dass in Hildesheim sogar Kirchen und bedeutende Sehenswürdigkeiten ein Schild mit einer Hausnummer tragen – der Kehrwiederturm hat Hausnummer 2 – ruft immer wieder Erstaunen hervor. Das Fachwerkhaus Am Kehrwieder Nr. 3 fällt dadurch auf, dass das erste Obergeschoss das Erdgeschoss um fast 1 m überragt und so eine deutlich größere Nutzfläche besitzt. Haus Nr. 4, ebenfalls ein Fachwerkhaus, gehört zu einem Café, dessen Eingang sich in der Keßlerstraße Ecke Am Kehrwieder befindet.